# 500 miles d'Indianapolis 1983

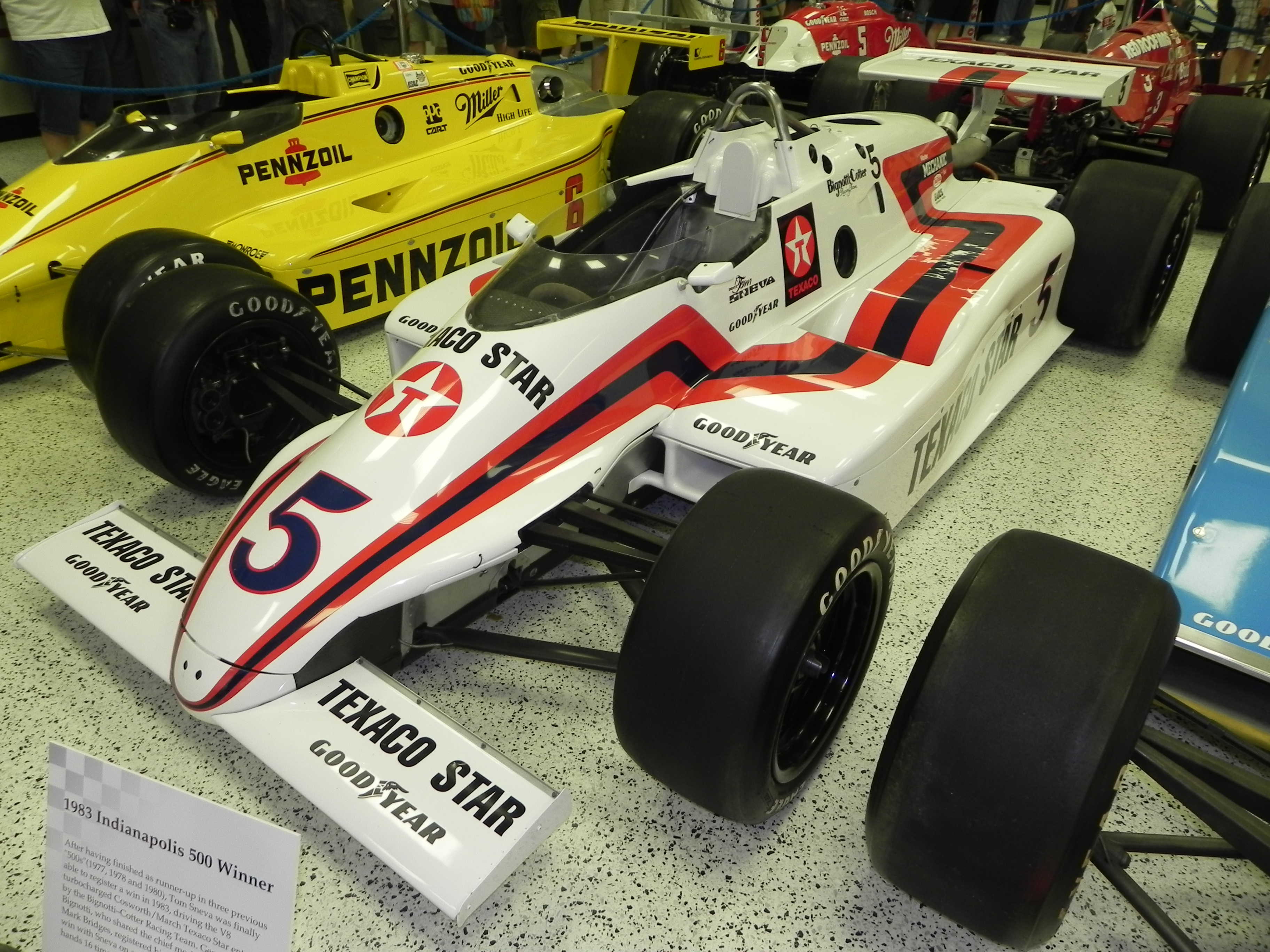
La March-Cosworth de Tom Sneva, victorieuse de l'édition 1983 des 500 miles d'Indianapolis.

Les 500 miles d'Indianapolis 1983, organisés le dimanche 29 mai 1983 sur l'Indianapolis Motor Speedway, ont été remportés par le pilote américain Tom Sneva sur une March-Cosworth.

## Grille de départ
| Ligne | Intérieur       | Milieu         | Extérieur             |
| 1     | Teo Fabi        | Mike Mosley    | Rick Mears            |
| 2     | Tom Sneva       | Al Unser Jr.   | Bobby Rahal           |
| 3     | Al Unser        | Roger Mears    | Tony Bettenhausen Jr. |
| 4     | Gordon Johncock | Mario Andretti | Howdy Holmes          |
| 5     | George Snider   | Pancho Carter  | Bill Whittington      |
| 6     | Chip Ganassi    | Patrick Bedard | Josele Garza          |
| 7     | Steve Chassey   | Dick Simon     | Danny Ongais          |
| 8     | Kevin Cogan     | Johnny Parsons | A. J. Foyt            |
| 9     | Chris Kneifel   | Geoff Brabham  | Don Whittington       |
| 10    | Derek Daly      | Scott Brayton  | Michael Chandler      |
| 11    | Steve Krisiloff | Chet Fillip    | Dennis Firestone      |

La pole a été réalisée par Teo Fabi à la moyenne de 333,770 km/h. Il s'agit également du chrono le plus rapide des qualifications. L'Italien, qui menait de front une carrière en Formule 1 et une participation au championnat CART devient le premier rookie depuis Walt Faulkner en 1950 à faire la pole.

## Classement final
| no | Pilote                | Voiture              | Tours | Temps/Abandon     |
| 1  | Tom Sneva             | March-Cosworth       | 200   |                   |
| 2  | Al Unser              | Penske-Cosworth      | 200   |                   |
| 3  | Rick Mears            | Penske-Cosworth      | 200   |                   |
| 4  | Geoff Brabham         | Penske-Cosworth      | 199   |                   |
| 5  | Kevin Cogan           | March-Cosworth       | 198   |                   |
| 6  | Howdy Holmes          | March-Cosworth       | 198   |                   |
| 7  | Pancho Carter         | March-Cosworth       | 197   |                   |
| 8  | Chip Ganassi          | Wildcat-Cosworth     | 195   |                   |
| 9  | Scott Brayton         | March-Cosworth       | 195   |                   |
| 10 | Al Unser Jr. (R)      | Eagle-Cosworth       | 192   | panne d'essence   |
| 11 | Steve Chassey (R)     | Eagle-Chevrolet      | 191   |                   |
| 12 | Chris Kneifel (R)     | Primus-Cosworth      | 191   |                   |
| 13 | Mike Mosley           | March-Cosworth       | 169   | accident          |
| 14 | Gordon Johncock       | Wildcat-Cosworth     | 163   | boite de vitesses |
| 15 | Dick Simon            | March-Cosworth       | 161   |                   |
| 16 | Mike Chandler         | Rattlesnake-Cosworth | 153   | boite de vitesses |
| 17 | Tony Bettenhausen Jr. | March-Cosworth       | 152   | transmission      |
| 18 | Bill Whittington      | March-Cosworth       | 144   | boite de vitesses |
| 19 | Derek Daly (R)        | March-Cosworth       | 126   | moteur            |
| 20 | Bobby Rahal           | March-Cosworth       | 110   | radiateur         |
| 21 | Danny Ongais          | March-Cosworth       | 101   | tenue de route    |
| 22 | Johnny Parsons        | Penske-Cosworth      | 80    | accident          |
| 23 | Mario Andretti        | Lola-Cosworth        | 79    | accident          |
| 24 | Dennis Firestone      | March-Cosworth       | 77    | fuite d'huile     |
| 25 | Josele Garza          | Penske-Cosworth      | 64    | fuite d'huile     |
| 26 | Teo Fabi (R)          | March-Cosworth       | 47    | mécanique         |
| 27 | Don Whittington       | March-Cosworth       | 44    | allumage          |
| 28 | Roger Mears           | Penske-Cosworth      | 43    | accident          |
| 29 | Steve Krisiloff       | Lola-Cosworth        | 42    | mécanique         |
| 30 | Patrick Bedard (R)    | March-Cosworth       | 25    | accident          |
| 31 | A. J. Foyt            | March-Cosworth       | 24    | mécanique         |
| 32 | George Snider         | March-Cosworth       | 0     | allumage          |
| 33 | Chet Fillip           | Eagle-Cosworth       | 0     | drapeau noir      |

Un (R) indique que le pilote était éligible au trophée du « Rookie of the Year » (« meilleur débutant de l'année »), attribué à Teo Fabi.

## Sources
- (en) Résultats complets sur le site officiel de l'Indy 500